# 薬円台公園

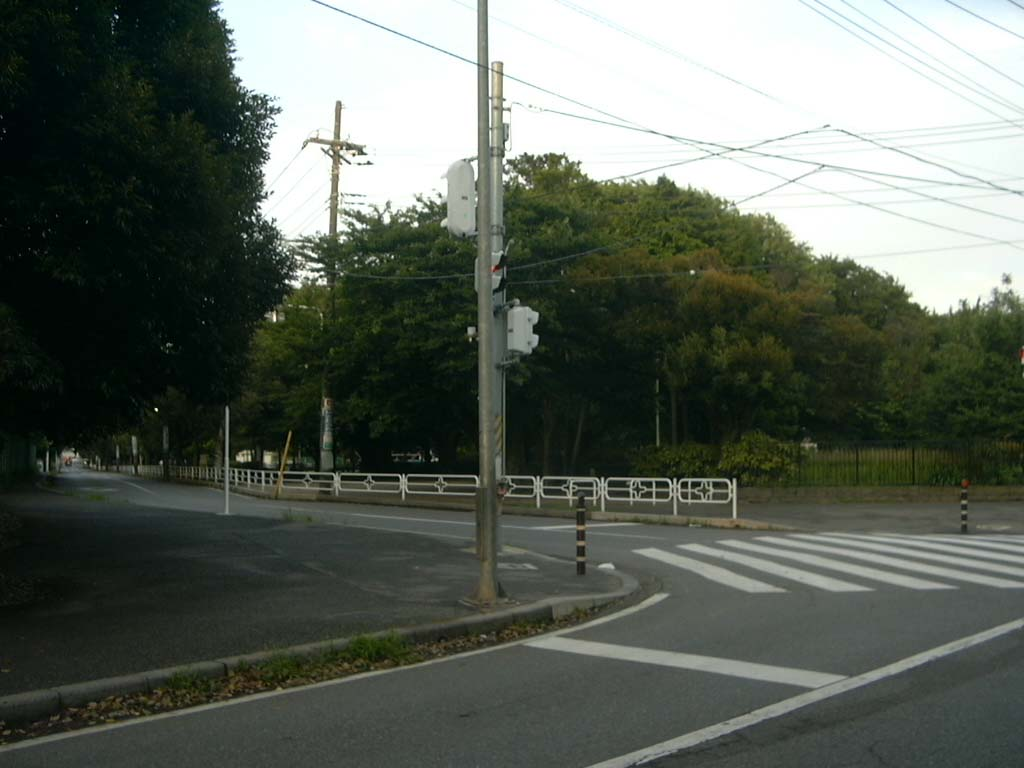
薬円台公園遠景

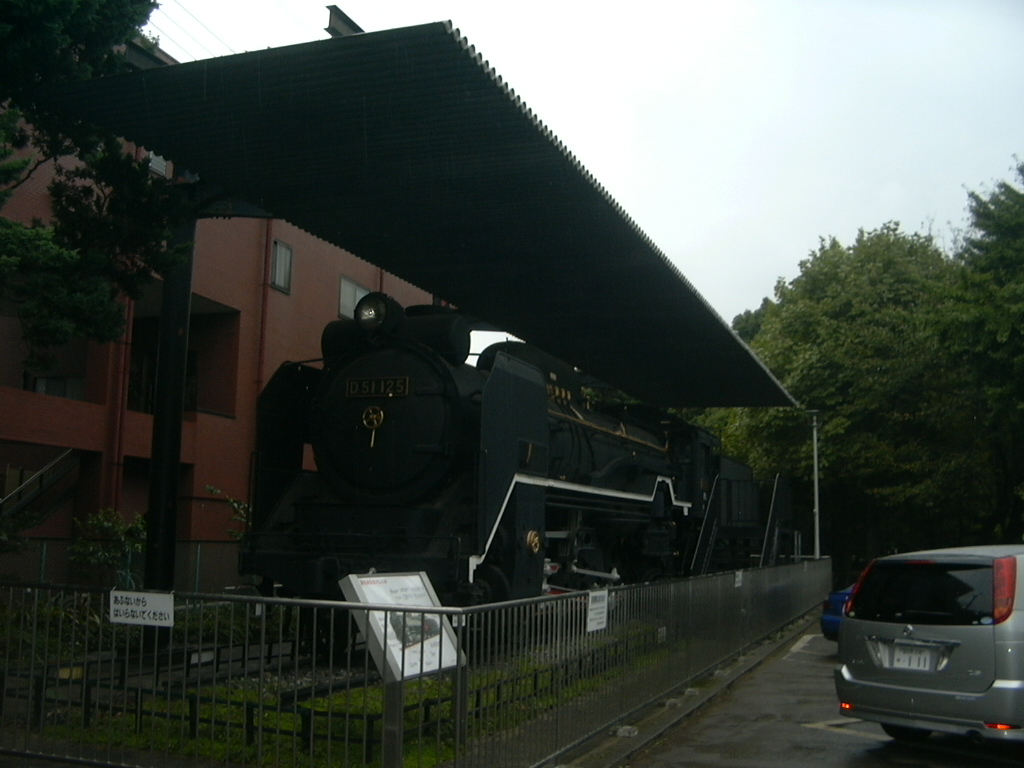
公園内にあるD51125蒸気機関車

薬円台公園（やくえんだいこうえん）は、千葉県船橋市薬円台四丁目25番19号にある公園。面積32,000平方メートルで、市内でも比較的規模が大きい。運動場・野球グラウンドや水遊びのできる徒渉池などを備える。船橋市郷土資料館と敷地が隣接しており、薬円台公園とのあいだにD51蒸気機関車・明治天皇駐蹕之処の碑（習志野発祥の史跡）が置かれている。

## 公園の沿革
- 幕府直轄牧場（小金牧）の敷地となる。
- 陸軍習志野演習場（習志野原）の一部となる。
- 東部軍管区教育隊の敷地の一部となる。
- 現船橋市立薬円台小学校が同公園敷地内にあった東部軍管区教育隊旧兵舎内で分校として授業を開始する。
- 1972年（昭和47年）に薬円台公園として成立。

## 四季の主な風景

### 春
同公園には多くの樹木が植えられている。例年2月頃には東屋周辺の梅が紅白梅となって開花する。
3月後半には推定樹齢50年以上の桜（ソメイヨシノ）が園内の東西随所で開花する。近隣では有名な花見スポットとなっており、公園の西側入口付近には提灯が吊るされ、多くの花見客が訪れる。また、屋台なども出される。

### 夏
同公園にある幼児～小学校低学年用水遊びプールの徒渉池（としょういけ）が開かれ、主に子供づれでにぎわう（新型コロナウイルスの蔓延に伴い2020年、2021年は2年連続で開催中止）。
また、この時期になると昆虫採集をする子供達が多く見受けられる。

### 秋
文化祭のシーズンが近くなると公園の近くにある千葉県立薬園台高等学校の学生達が「りんどう祭」で行う演劇（芝居）の為の練習を行っており、見物人が集まる。
10-11月には大量のギンナンを落果させる銀杏の大木が、郷土資料館駐車場、噴水の南側、徒渉池傍、東屋傍などにある。

### 冬
2021年12月には厳しい寒波の影響で徒渉池で池の水面全てが氷で覆われる全面結氷が数年ぶりに見られた。

## 交通
- 京成松戸線習志野駅から徒歩5分